# Konx-Om-Pax
Konx-Om-Pax is een compositie van de Italiaanse componist Giacinto Scelsi. Het is een werk uit zijn monotone periode; het gebruikte tijdens die periode slechts enkele noten /tonen om een compositie te voltooien. Het werk is geschreven voor symfonieorkest inclusief orgel en koor. Er zijn drie naamloze delen van 5:41, 2:11 en 9:59 minuten lang, die verschillend van karakter zijn. Dat is ook bijna de enige houvast. Scelsi hield zich niet aan maatindelingen, akkoorden, tempo et cetera. De andere anker in de muziek is de zeer exacte manier van muzieknotatie; werkelijk alles wat maar aangegeven kon worden is genoteerd.
De compositie begint pianissimo met klanken tegenover een windchimes op de achtergrond; de ontwikkeling van de klank is een kwestie van aftasten. Men neigt steeds meer naar OM-achtige zang en klanken, maar erg rustgevend zijn de klanken hier niet. In deel 2 komt de agressie tevoorschijn, die kennelijk de onrust heeft aangewakkerd. Op en neer gaande glissandi versterken de onrust. In deel drie komt alles tot rust. Alleen de percussiegroep zorgt nog voor wat oprispingen, de rest van het orkest speelt meditatieve klanken. In de finale komt het koor (zonder tekst) pas goed op gang met engelachtige klanken als een Lofdicht aan de vreugde.
Konx-Om-Pax verwijst naar Vrede in Assyrisch, Sanskriet en Latijn. De componist gaf misschien daarom de subtitel mee: Three Aspects of Sound, as the first motion of the immovable, a creative force, as the sacred syllable Om.

## Bron en discografie
- Uitgave Mode Records: Juan Pablo Izguierdo met het Carnegie Mellon Orchestra en koor